# Příslušenství pozemní komunikace
Příslušenství pozemní komunikace je zákonem odlišeno od součástí pozemní komunikace. Příslušenství má jako věc samostatnost omezenou tím, zda vlastník věci hlavní určí, že má být s věcí hlavní trvale užíváno. Právní úprava a praxe však není zcela jednotná a ustálená například v tom, zda při převodu věci hlavní musí být výslovně vyjádřena vůle i ve vztahu k příslušenství, aby přešlo spolu s věcí hlavní.

## Právní úprava v Česku
Český zákon o pozemních komunikacích č. 13/1997 Sb. stanoví v části druhé pro pozemní komunikace veřejného typu (dálnice, silnice a místní komunikace), co je jejich součástí a co jejich příslušenstvím. Krom vymezení silničního tělesa a silničního pozemku jsou jako součást těchto pozemních komunikací definovány v § 12 například konstrukční vrstvy i přidružené a přídatné pruhy komunikací, mostní objekty, lávky, tunely, opěrné, zárubní i protihlukové zdi, dělicí pásy, příkopy, stálé dopravní značky a vyjmenované typy dopravních zařízení.
Příslušenstvím pozemní komunikace podle § 13 jsou (pokud nejde o výjimku týkající se průjezdního úseku):
- přenosné svislé dopravní značky a dopravní zařízení (stálé jsou jmenovány jako součásti pozemní komunikace)
- hlásiče náledí,
- hlásky,
- zařízení pro provozní informace,
- veřejné osvětlení,
- světelné signalizační zařízení,
- silniční vegetace,
- zásněžky,
- zásobníky a skládky údržbových hmot,
- objekty a prostranství pro údržbu komunikace včetně napojení,
- zařízení usměrňující pohyb volně žijících živočichů (ploty, ekodukty, přechodové tunely),
- zařízení související s vybíráním poplatku za užívání komunikace (mýtné brány, parkovací automaty),
- nepřenosné vysokorychlostní váhy.

Ačkoliv přenosná dopravní zařízení jsou podle zákona vždy příslušenstvím pozemní komunikace, prováděcí vyhlášky k pravidlům provozu mezi dopravní zařízení řadí i zastavovací terče a policejní směrovku k řízení dopravy.
Na průjezdních úsecích silnic a dálnic však některé části vybavení nejsou součástí ani příslušenstvím příslušné silnice nebo dálnice: to se týká zařízení pro zajištění a zabezpečení přechodů pro chodce, veřejného osvětlení, světelných signalizačních zařízení k řízení provozu a silniční vegetace.
Součástmi ani příslušenstvím dotyčných pozemních komunikací nejsou (některá z nich však mohou být samostatnou účelovou komunikací):
- hráze a vodohospodářské objekty,
- sjezdy a nájezdy na sousední nemovitosti (pokud nejsou účelovou komunikací, jsou považovány za místo ležící mimo pozemní komunikaci)
- nástupní ostrůvky a vybavení zastávek veřejné hromadné dopravy (označník zastávky získal v roce 2001 nově status svislé dopravní značky, čímž vzniká kolize těchto ustanovení, rovněž konce nástupních ostrůvků nebo ochranné ostrůvky před nástupním ostrůvkem může označovat dopravní majáček nebo směrovací deska, u nichž bývá problém posoudit, které ustanovení aplikovat a které upřednostnit) (tramvajové zastávky a vybavení trolejbusových zastávek jsou součástí dráhy, zřizování označníků autobusových zastávek částečně řeší zákon o silniční dopravě)
- trolejová vedení včetně sloupů (je součástí dráhy)
- provozní a technická policejní zařízení,
- úrovňové přejezdy drah (je součástí dráhy; pravidla silničního provozu však upravují silniční provoz i na přejezdech, přestože podle úvodního vymezení své působnosti se na tato místa nevztahují)
- tramvajové pásy a drážní tělesa v úrovni vozovky (jsou součástí dráhy; pravidla silničního provozu však upravují silniční provoz i na tramvajových pásech, přestože podle úvodního vymezení své působnosti se na tato místa nevztahují)
- autobusová nádraží (bývá tedy považováno za samostatnou účelovou komunikaci)
- čerpací stanice (obslužné vozovky tedy bývají považovány za samostatnou účelovou komunikaci)
- motely a motoresty (obslužné vozovky tedy bývají považovány za samostatnou účelovou komunikaci)
- celniště (obslužné vozovky tedy bývají považovány za samostatnou účelovou komunikaci)
- inženýrské sítě,
- reklamní tabule,
- stánky.